# Maxates
Maxates is een geslacht van vlinders van de familie spanners (Geometridae), uit de onderfamilie Geometrinae.

## Soorten
- M. brevicaudata Galsworthy, 1997
- M. coelataria Walker, 1861
- M. cowani (Butler, 1880)
- M. dysides Prout, 1922
- M. fuscipuncta (Warren, 1898)
- M. macariata Walker, 1863
- M. tanygona Turner, 1904